# غارفيلد بلير
غارفيلد بلير (24 مارس 1987 في الولايات المتحدة - ) (بالإنجليزية: Garfield Blair)‏ هو لاعب كرة سلة أمريكي في مركز مدافع مسدد الهدف. لعب مع CB Marín Peixegalego ‏.

## وصلات خارجية
- غارفيلد بلير على موقع الاتحاد الدولي لكرة السلة (الإنجليزية)
- غارفيلد بلير على موقع كرة السلة الأوروبية.كوم (الإنجليزية)
- غارفيلد بلير على موقع كلية كرة السلة في سبورتس رفرنس.كوم (الإنجليزية)
- غارفيلد بلير على موقع ريلجم (الإنجليزية)
- غارفيلد بلير على موقع بروبوليرز (الإنجليزية)